# Iborfia
Iborfia je malá vesnice v Zalské župě, v okrese Zalaegerszeg v Maďarsku.
V roce 2015 zde žilo pouhých 11 obyvatel. Jedná se o nejmenší samostatnou (tj. nepatřící k žádné jiné obci) vesnici v Maďarsku.